# Radruż
Radruż is een plaats in het Poolse district  Lubaczowski, woiwodschap Subkarpaten. De plaats maakt deel uit van de gemeente Horyniec-Zdrój en telt 260 inwoners.